# Mikroregion
Mikroregion – mały obszar wydzielony z większego terenu (regionu, mezoregionu lub makroregionu) ze względu na występujące specyficzne warunki geograficzne, przyrodnicze, społeczno-kulturowe lub gospodarcze.